# Замок Палфи (Ступава)
Замок Палфи (словац. Pálffyovský kaštieľ) в Ступаве — ренессансный замок XVI века, расположенный в городе Ступава, в 30 км к северо-востоку от Братиславы. Принадлежал влиятельной семье графов Пальфи. С XX века используется в качестве дома престарелых.

## История
Первое упоминание о замке на этом месте датируется XIII веком. В XVI веке замок был перестроен в ренессансном стиле. В XVIII веке он был приобретён и расширен по примеру французских шато влиятельной в Священной Римской империи венгерской семьёй графов Пальфи. В 1867 году замок приобрёл австро-венгерский дипломат граф Алайос Кароли, в свою очередь также затеявший модернизацию новой собственности, для чего заказал проект у известного архитектора Миклоша Ибла. В XX веке замок был национализирован и использовался сначала, как школа, затем в замке поместили дом престарелых, находящийся там и поныне. После пожара в 1947 году замок был покинут и вновь восстановлен после значительной реконструкции в 1956—1962 годах, в ходе которой он был увеличен на один этаж, чтобы увеличить жилую площадь дома престарелых. В настоящее время замок находится в частной собственности, отдельные его помещения находятся в процессе реставрации.
Замок в настоящее время представляет собой трёхэтажное здание, квадратное в плане. Фасады замка украшены в ренессансном стиле. Внутреннее убранство замка сохранило оригинальные фрески, лепнину и камины. Замок окружён широким рвом, через который проложен пятипролётный мост. Позади замка разбит огромный парк, простирающийся на несколько километров вплоть до отрогов Малых Карпат, где находятся руины ещё более древнего замка Пайштун.
Замок открыт для посетителей и предлагает экскурсии по своим залам и парку.